# Gruppo cosmonauti Roscosmos 17
Il Gruppo cosmonauti Roscosmos 17 è stato selezionato il 10 agosto 2018 ed è formato da otto candidati cosmonauti. Mikaev, Zubrickij, Platonov e Peskov sono piloti, Gorbunov, Grebënkin e Prokop'ev sono ingegneri mentre Borisov è un economista. Il Gruppo ha iniziato l'addestramento generale dello spazio (OKP) di due anni a settembre 2018 e l'ha concluso il 25 novembre 2020. L'addestramento comprendeva lo studio delle scienze astronautiche (tra cui la teoria del volo dei veicoli spaziali con equipaggio, le basi di navigazione e geografia spaziale, la conoscenza dei sistemi delle navicelle russe), le conoscenze scientifiche di base, l'apprendimento dell'inglese e delle basi del telerilevamento della superficie terrestre dallo spazio, la storia dei voli spaziali con equipaggio e la regolamentazione legale delle attività dei cosmonauti. Tra gennaio e febbraio 2019 hanno inoltre svolto l'addestramento di sopravvivenza invernale nei boschi che circondano Mosca. L'OKP è costituito da 3 700 ore di formazione teoriche e pratiche al GCTC, alla conclusione delle quali i candidati cosmonauti hanno dovuto superare gli esami finali per venir riconosciuti come Cosmonauti, e quindi assegnabili alle missioni spaziali. Il 2 dicembre 2020 la Commissione ha assegnato la qualifica di cosmonauti collaudatori a tutti i candidati cosmonauti tranne a Prokop'ev che non ha superato l'esame finale.

## Lista dei cosmonauti
- Konstantin Borisov[6]

SpaceX Crew-7, Specialista di missione
Expedition 69/70, Ingegnere di volo
- Aleksandr Gorbunov[7]

SpaceX Crew-9, Specialista di missione (pianificato)
Expedition 72, Ingegnere di volo
- Aleksandr Grebënkin[8]

SpaceX Crew-8, Specialista di missione
Expedition 71, Ingegnere di volo
- Sergej Mikaev[9]
- Kirill Peskov[10]
- Oleg Platonov[11]
- Evgenij Prokop'ev[12]
- Alekej Zubrickij[13]